# Țaga (gmina)
Țaga – gmina w Rumunii, w okręgu Kluż. Obejmuje miejscowości Năsal, Sântejude, Sântejude-Vale, Sântioana i Țaga. W 2011 roku liczyła 1947 mieszkańców.